# ۱۵۳۲ (میلادی)
۱۵۳۲ (میلادی) هزار و پانصد و سی و دومین سال تقویم میلادی است.

## زادگان
- ژان-آنتوان دو بائیف
- رابرت دادلی
- لوئیس فرویس
- اتین ژودل
- تولسیدس
- سوفونیسبا آنگیسولا
- اورلاند دو لاسو

## درگذشتگان
- برناردینو لوئینی

‎